# Crystal Kelly Turnier 2000
Die Crystal Kelly Trophy 2000 war die 7. Auflage dieses Einladungsturniers, das seit 1994 jährlich bis 2011 in der Disziplin Dreiband der Billardvariante Karambolage ausgetragen wurde. Sie fand vom 5. bis zum 11. Juni 2000 in Monte-Carlo statt.

## Spielmodus
Das Turnier wurde im Round-Robin-Modus mit acht Teilnehmern ausgetragen.

## Turnierkommentar
Sieger wurde der Schwede Torbjörn Blomdahl.

## Ergebnisse
| Name              | PP | Pkte | Aufn | GD    | HS |
| ----------------- | -- | ---- | ---- | ----- | -- |
| Semih Saygıner    | 2  | 50   | 29   | 1,724 | 11 |
| Raymond Ceulemans | 0  | 42   | 29   | 1,448 | 5  |
| Frédéric Caudron  | 2  | 50   | 25   | 2,000 | 13 |
| Marco Zanetti     | 0  | 46   | 25   | 1,840 | 12 |
| Dick Jaspers      | 2  | 50   | 27   | 1,851 | 8  |
| Frans van Kuijk   | 0  | 33   | 27   | 1,222 | 10 |
| Torbjörn Blomdahl | 2  | 50   | 37   | 1,351 | 8  |
| Ludo Dielis       | 0  | 47   | 37   | 1,270 | 7  |

| Name              | PP | Pkte | Aufn | GD    | HS |
| ----------------- | -- | ---- | ---- | ----- | -- |
| Torbjörn Blomdahl | 2  | 50   | 37   | 1,351 | 5  |
| Raymond Ceulemans | 0  | 48   | 37   | 1,297 | 7  |
| Marco Zanetti     | 2  | 50   | 23   | 2,173 | 8  |
| Semih Saygıner    | 0  | 41   | 23   | 1,782 | 5  |
| Frédéric Caudron  | 2  | 50   | 23   | 2,173 | 8  |
| Frans van Kuijk   | 0  | 34   | 23   | 1,478 | 7  |
| Ludo Dielis       | 2  | 50   | 26   | 1,923 | 11 |
| Dick Jaspers      | 0  | 33   | 26   | 1,269 | 8  |

| Name              | PP | Pkte | Aufn | GD    | HS |
| ----------------- | -- | ---- | ---- | ----- | -- |
| Marco Zanetti     | 2  | 50   | 38   | 1,315 | 11 |
| Ludo Dielis       | 0  | 46   | 38   | 1,210 | 6  |
| Semih Saygıner    | 2  | 50   | 25   | 2,000 | 10 |
| Dick Jaspers      | 0  | 47   | 25   | 1,880 | 8  |
| Frans van Kuijk   | 2  | 50   | 16   | 3,125 | 10 |
| Torbjörn Blomdahl | 0  | 28   | 16   | 1,750 | 13 |
| Frédéric Caudron  | 2  | 50   | 28   | 1,785 | 13 |
| Raymond Ceulemans | 0  | 21   | 28   | 0,750 | 4  |

| Name              | PP | Pkte | Aufn | GD    | HS |
| ----------------- | -- | ---- | ---- | ----- | -- |
| Torbjörn Blomdahl | 2  | 50   | 24   | 2,083 | 6  |
| Dick Jaspers      | 0  | 39   | 24   | 1,625 | 8  |
| Raymond Ceulemans | 2  | 50   | 29   | 1,724 | 8  |
| Marco Zanetti     | 0  | 29   | 29   | 1,000 | 6  |
| Frédéric Caudron  | 2  | 50   | 33   | 1,515 | 8  |
| Ludo Dielis       | 0  | 34   | 33   | 1,030 | 6  |
| Frans van Kuijk   | 2  | 50   | 34   | 1,470 | 8  |
| Semih Saygıner    | 0  | 45   | 34   | 1,323 | 7  |

| Name              | PP | Pkte | Aufn | GD    | HS |
| ----------------- | -- | ---- | ---- | ----- | -- |
| Raymond Ceulemans | 2  | 50   | 27   | 1,851 | 7  |
| Ludo Dielis       | 0  | 26   | 27   | 0,962 | 5  |
| Frans van Kuijk   | 2  | 50   | 33   | 1,515 | 12 |
| Marco Zanetti     | 0  | 35   | 33   | 1,060 | 5  |
| Torbjörn Blomdahl | 2  | 50   | 25   | 2,000 | 8  |
| Semih Saygıner    | 0  | 37   | 25   | 1,480 | 11 |
| Dick Jaspers      | 2  | 50   | 23   | 2,173 | 7  |
| Frédéric Caudron  | 0  | 43   | 23   | 1,869 | 10 |

| Name              | PP | Pkte | Aufn | GD    | HS |
| ----------------- | -- | ---- | ---- | ----- | -- |
| Raymond Ceulemans | 2  | 50   | 23   | 2,173 | 12 |
| Dick Jaspers      | 0  | 31   | 23   | 1,347 | 6  |
| Frans van Kuijk   | 2  | 50   | 36   | 1,388 | 8  |
| Ludo Dielis       | 0  | 39   | 36   | 1,083 | 8  |
| Frédéric Caudron  | 1  | 50   | 30   | 1,666 | 4  |
| Semih Saygıner    | 1  | 50   | 30   | 1,666 | 10 |
| Marco Zanetti     | 2  | 50   | 29   | 1,724 | 7  |
| Torbjörn Blomdahl | 0  | 48   | 29   | 1,655 | 7  |

| Name              | PP | Pkte | Aufn | GD    | HS |
| ----------------- | -- | ---- | ---- | ----- | -- |
| Dick Jaspers      | 2  | 50   | 20   | 2,500 | 13 |
| Marco Zanetti     | 0  | 37   | 20   | 1,850 | 9  |
| Semih Saygıner    | 2  | 50   | 29   | 1,724 | 8  |
| Ludo Dielis       | 0  | 43   | 29   | 1,482 | 7  |
| Frans van Kuijk   | 2  | 50   | 27   | 1,851 | 11 |
| Raymond Ceulemans | 0  | 46   | 27   | 1,703 | 9  |
| Torbjörn Blomdahl | 2  | 50   | 28   | 1,785 | 8  |
| Frédéric Caudron  | 0  | 49   | 28   | 1,750 | 9  |

## Abschlusstabelle
| Platz                      | Name              | MP | Pkte. | Aufn. | GD    | BED   | HS |
| -------------------------- | ----------------- | -- | ----- | ----- | ----- | ----- | -- |
| 1                          | Torbjörn Blomdahl | 10 | 326   | 196   | 1,663 | 2,083 | 13 |
| 2                          | Frans van Kuijk   | 10 | 317   | 196   | 1,617 | 3,125 | 12 |
| 3                          | Frédéric Caudron  | 9  | 342   | 190   | 1,800 | 2,173 | 13 |
| 4                          | Semih Saygıner    | 7  | 323   | 195   | 1,656 | 2,000 | 11 |
| 5                          | Dick Jaspers      | 6  | 300   | 168   | 1,785 | 2,500 | 11 |
| 6                          | Raymond Ceulemans | 6  | 307   | 200   | 1,535 | 2,173 | 12 |
| 7                          | Marco Zanetti     | 6  | 297   | 197   | 1,507 | 2,173 | 12 |
| 8                          | Ludo Dielis       | 2  | 285   | 226   | 1,261 | 1,923 | 11 |
| Turnierdurchschnitt: 1,592 |                   |    |       |       |       |       |    |